# Darío Cavallo
Darío Germán Cavallo (Las Palmas, Provincia de Córdoba, Argentina; 11 de julio de 1975) es un exfutbolista y actual director técnico argentino. Jugaba como mediocampista central y su primer equipo fue Gimnasia y Esgrima La Plata. Su último club antes de retirarse fue San Martín de Tucumán.

## Trayectoria
Pocos meses después de su retiro inició su carrera como entrenador en Las Palmas, luego se sumó a las inferiores de Belgrano de Córdoba, donde se consagró campeón con la Cuarta División en 2010; dicho logro le sirvió para ser ayudante de campo de Jorge Guyón en la Primera B Nacional ese mismo año.
En 2012 integró el cuerpo técnico de Facundo Sava en San Martín de San Juan, donde lograron evitar el descenso. Tras la salida del Colorado del equipo cuyano, Cavallo regresó a su ciudad natal y comenzó a trabajar nuevamente en las inferiores de Belgrano de Córdoba. Desde 2017 hasta 2019 fue entrenador de la Reserva del Pirata, lo que le permitió ser técnico interino del plantel profesional en 2018 tras la renuncia de Pablo Lavallén.
Actualmente dirige a Las Palmas, club que jugará el Regional Amateur 2020, haciendo dupla técnica con Juan Carlos Olave.

## Clubes

### Como jugador
| Club                        | País      | Año       |
| --------------------------- | --------- | --------- |
| Gimnasia y Esgrima La Plata | Argentina | 1996-2002 |
| Banfield                    | Argentina | 2002-2003 |
| Nueva Chicago               | Argentina | 2003-2005 |
| Unión de Santa Fe           | Argentina | 2005-2006 |
| Atlético Tucumán            | Argentina | 2006-2007 |
| San Martín de Tucumán       | Argentina | 2007      |

### Como asistente técnico
| Club                   | País      | Año  |
| ---------------------- | --------- | ---- |
| Belgrano de Córdoba    | Argentina | 2010 |
| San Martín de San Juan | Argentina | 2012 |

### Como entrenador
| Club                             | País      | Año       |
| -------------------------------- | --------- | --------- |
| Las Palmas                       | Argentina | 2008-2009 |
| Belgrano de Córdoba (inferiores) | Argentina | 2013-2017 |
| Belgrano de Córdoba (Reserva)    | Argentina | 2017-2019 |
| Belgrano de Córdoba (interino)   | Argentina | 2018      |
| Las Palmas                       | Argentina | 2019-?    |